# فنسنت توماس
فنسنت توماس (بالإنجليزية: Vincent Thomas)‏ هو سياسي أمريكي، ولد في 16 أبريل 1907 في بيلوكسي في الولايات المتحدة، وتوفي في 1980 في الولايات المتحدة. حزبياً، نشط في الحزب الديمقراطي. وقد انتخب عضو جمعية ولاية كاليفورنيا.